# IC 677
IC 677 ist eine Spiralgalaxie vom Hubble-Typ Sbc im Sternbild Löwe auf der Ekliptik. Sie ist schätzungsweise 141 Millionen Lichtjahre von der Milchstraße entfernt.
Das Objekt wurde am 1. April 1892 von dem französischen Astronomen Stéphane Javelle entdeckt.